# مونگرا پادشاه‌پور
مونگرا پادشاه‌پور (به انگلیسی: Mungra Badshahpur) یک منطقهٔ مسکونی در هند است که در شهرستان جون‌پور واقع شده‌است.

## خصوصیات
مونگرا پادشاه‌پور ۳٫۵ کیلومترمربع مساحت و ۲٬۵۰۰ نفر جمعیت دارد و ۴۰۳ متر بالاتر از سطح دریا واقع شده‌است.